# Römische Streitkräfte in Aegyptus

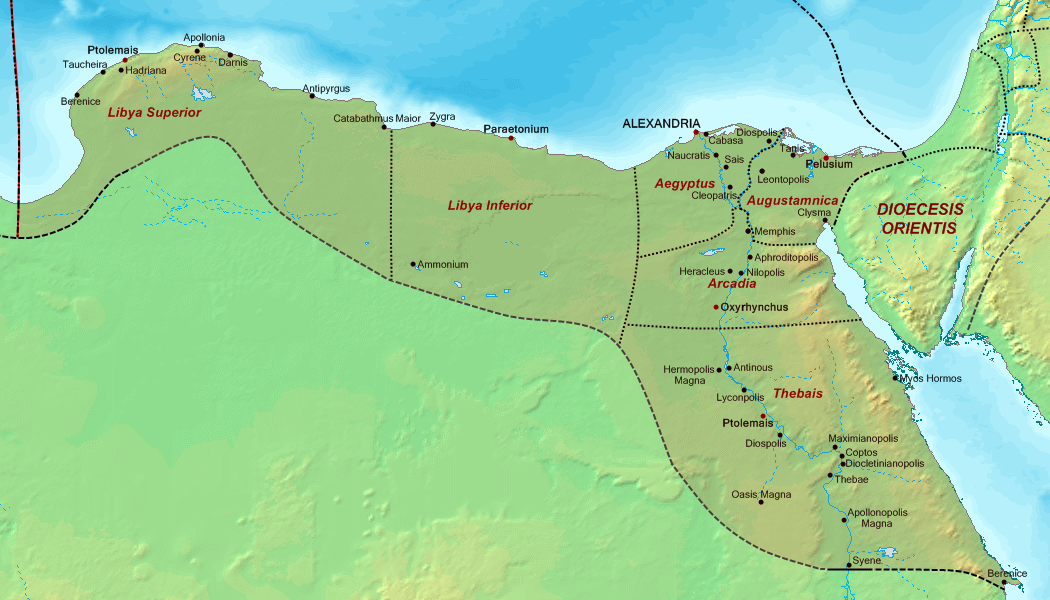
Die Provinz Aegyptus um 400 n. Chr.

Die Römischen Streitkräfte in Aegyptus (lateinisch exercitus Aegyptiacus) bestanden ab 30 v. Chr. aus den in der römischen Provinz Aegyptus stationierten Legionen und Auxiliartruppen.
Im Zuge der Verwaltungs- und Heeresreform unter Kaiser Diokletian wurden die Provinzen des römischen Reichs neu aufgeteilt und in zwölf Diözesen zusammengefasst (siehe Liste der römischen Provinzen ab Diokletian). Laut der Notitia Dignitatum bestand die Dioecesis Aegypti aus den Provinzen Aegyptus, Arcadia, Augustamnica, Thebais, Libya inferior und Libya superior.

## Legionen
Die folgenden Legionen (oder Teile von ihnen) waren zu verschiedenen Zeiten in der Provinz Aegyptus an den folgenden Standorten stationiert:
- Nikopolis bei Alexandria: die Legionen II Traiana fortis, III Cyrenaica und XXII Deiotariana

## Auxiliartruppen
Auf Militärdiplomen aus den Jahren 83 bis 206 n. Chr. werden 6 Alae und 12 Kohorten für die Provinz aufgeführt, die aber nicht alle zur selben Zeit in der Provinz stationiert waren:
| - Ala Apriana - Ala Augusta - Ala I Commagenorum - Ala I Thracum Mauretana - Ala Veterana Gallica | - Ala Vocontiorum - Cohors I Apamenorum - Cohors I Augusta Lusitanorum - Cohors I Flavia Cilicum - Cohors I Hispanorum | - Cohors II Ituraeorum - Cohors III Ituraeorum - Cohors I Pannoniorum - Cohors Scutata Civium Romanorum - Cohors I Thebaeorum | - Cohors II Thebaeorum - Cohors II Thracum - Cohors I Ulpia Afrorum |

## Notitia dignitatum
In der Notitia dignitatum werden für die Dioecesis Aegypti zwei Heerführer angeführt, denen die in der Diözese stationierten Truppen unterstanden.

### Comes limitis Aegypti
Unter seinem Kommando werden folgende Einheiten aufgeführt:
| - Ala prima Aegyptiorum - Ala secunda Aegyptiorum - Ala Apriana - Ala tertia Arabum - Ala Arcadiana nuper constituta - Ala secunda Armeniorum - Ala secunda Assyriorum - Ala prima Herculia | - Ala quinta Praelectorum - Ala quinta Raetorum - Ala septima Sarmatarum - Ala Theodosiana nuper constituta - Ala prima Tingitana - Ala secunda Ulpia Afrorum - Ala octava Vandilorum - Ala veterana Gallorum | - Cohors secunda Astarum - Cohors prima Augusta Pannoniorum - Cohors prima Epireorum - Cohors tertia Galatarum - Cohors secunda Ituraeorum - Cohors quarta Iuthungorum - Cohors quarta Numidarum - Cohors prima sagittariorum | - Cohors secunda Thracum - Equites Saraceni Thamudeni - Equites stablesiani - Legio secunda Traiana - Legio tertia Diocletiana - Legio quinta Macedonica - Legio tertiadecima gemina |

1. 1 2 3 4 5 6 7 8 9  Die Einheit war in der Provinz Augustamnica stationiert.

### Dux Thebaidos
Unter seinem Kommando werden folgende Einheiten aufgeführt:
| - Ala prima Abasgorum - Ala quarta Britonum - Ala tertia dromedariorum - Ala prima Francorum - Ala Germanorum - Ala secunda Herculia dromedariorum - Ala septima Herculia voluntaria - Ala prima Hiberorum - Ala secunda Hispanorum - Ala prima Iovia catafractariorum | - Ala Neptunia - Ala octava Palmyrenorum - Ala prima Quadorum - Ala prima Valeria dromedariorum - Ala octava […] - Cohors nona Alamannorum - Cohors prima Apamenorum - Cohors undecima Chamauorum - Cohors prima felix Theodosiana - Cohors septima Francorum | - Cohors prima Lusitanorum - Cohors sexta saginarum - Cohors scutata civium Romanorum - Cohors quinta Suentium - Cohors nona Tzanorum - Cuneus equitum Maurorum scutariorum - Cuneus equitum scutariorum - Equites felices Honoriani - Equites promoti indigenae - Equites sagittarii indigenae | - Legio prima Maximiana - Legio prima Valentiniana - Legio secunda Valentiniana - Legio secunda Flavia Constantia Thebaeorum - Legio secunda Traiana - Legio tertia Diocletiana - Milites Miliarenses |

## Oberkommandierende
Der Praefectus Alexandreae et Aegypti war der Statthalter der Provinz Aegyptus und der Oberkommandierende der in Ägypten stationierten Legionen und Hilfstruppen.